# Stemmiulus wellingtoni
Stemmiulus wellingtoni är en mångfotingart som först beskrevs av Jean-Paul Mauriès 1984.  Stemmiulus wellingtoni ingår i släktet Stemmiulus och familjen Stemmiulidae. Inga underarter finns listade i Catalogue of Life.